# Виндишгрец, Мария Элеонора
Мария Элеонора Виндишгрец, урожденная принцесса Шварценберг (21 сентября 1796 — 12 июня 1848, Прага) — чешская дворянка из рода Шварценбергов, жена Альфреда Виндишгрец.

## Биография
Она родилась 21 сентября 1796 года и была первенцем принца Иосифа II Шварценберга и его жены Полины, урожденной Аренберг. Разделявшая идеи Жан-Жака Руссо, о которых он писал в книге «Эмиль», мать занималась воспитанием дочери сама, что было очень прогрессивно для того времени. Однако в 1810 году Полина погибла при пожаре в резиденции австрийского посла в Париже, и Мария Элеонора считала, что виновата в смерти матери, которая сначала выбежала из горящего зала, но тут же бросилась назад спасать свих дочерей, думая, что они остались в горящем здании.

## Брак и дети
16 июня 1817 года вышла замуж за принца Альфреда Виндиш-Грец в замке Глубока. В тот же день состоялась свадьба ее младшей сестра Полины с принцем Эдуардом Шенбург-Хартенштейнским.
Поскольку личных дневников и переписки не сохранилось, об отношениях супругов нет информации. За 30-летний брак у них родилось 5 сыновей и 2 дочери. В браке она сосредоточилась прежде всего на воспитании детей.
- Аглая Леопольдина (1818–1843 или 1845), замужем не была, бездетна
- Альфред II[чеш.] (1819-1876), 2-й принц Виндишгрец, жена - княгиня Гедвика Лобковиц (1829-1852), сын Альфред III
- Леопольд Виктор (1824-1869), полковник, холост и бездетен
- Август[чеш.]  (1828-1910), фельдмаршал, жена - Графиня Вилемина Ностик-Ринек (1827-1897), сын и дочь
- Людвик[чеш.] (1830— 1904), генерал от кавалерии, генеральный инспектор австро-венгерской армии, потомственный член Венгерской палаты лордов, тайный советник (1883), кавалер ордена Золотого руна, жена - графиня Валери Дессевфи (1843-1912), 4 детей
- Йозеф Алоис[чеш.] (1831-1906), генерал от кавалерии, тайный советник, морганатический брак с бывшей прима-балериной Берлинского государственного балета. Марией Тальони (1830-1891), 1 сын
- Матильда Элеонора (1835-1907), муж - принц Карл Виндиш-Грец (1821-1859), дворцовая дама, дама ордена Звездного Креста.

## Смерть
В мае 1848 года Альфред Виндишгрец был вызван в Прагу для наведения порядка и подавления проявлений недовольства пражских граждан абсолютистским правительством. Виндиш-Грец поехал в Прагу со своей семьей, и они, как обычно, остановились в здании военного штаба (бывший дворец Пахту из Райова) на углу улиц Целетна и Фруктовый рынок. В связи с постепенным ухудшением ситуации 8 июня князь решил организовать военный парад, чтобы продемонстрировать силу императорской армии. Жители Праги отреагировали на это 12 июня большим митингом на Конном рынке. После церковной службы часть пражан направилась в военный штаб, где в это время находился Виндиш-Грец со своей семьей и друзьями. Стычки с императорскими войсками начались уже у Пороховых ворот и постепенно переместились по улице Целетна к Староместской площади. В половине пятого дня принцесса захотела посмотреть, что происходит снаружи, и подошла к окну. Прежде чем она успела открыть окно, послышался звук разбивающегося стекла, и принцесса упала замертво. Вызванный врач мог только констатировать смерть.
Похороны княгини состоялись 10 июля 1848 года, ее похоронили в фамильной усыпальнице приходской церкви Св. Вацлав в Тахове. Еще до этого ее останки были выставлены в замке Тахов. На похоронах присутствовали герцог Ческо-Крумлов и брат Элеоноры Ян Адольф II цу Шварценберга, но из-за ситуации в Праге ее муж Альфред Виндишгрец не смог присутствовать. В 1886 году ее останки были перенесены в вновь построенную гробницу в часовне Всех Святых Кладрубского монастыря.

## Расследование смерти
Еще вечером 12 июня австрийские солдаты выследили, арестовали и опознали в качестве главного подозреваемого Максимилиана Мокса, студента и члена ассоциации «Чешская славия», который, по словам свидетелей, на митинге был вооружен винтовкой  Мокс получил резаное ранение во время столкновений с армией.Подозрение на него зародилось еще и из-за его важного положения в рядах пражского студенчества. После ареста его в наручниках демонстративно водили по улицам города, впоследствии заключили в тюрьму, допрашивали и жестоко избивали. Он оставался под стражей на протяжении так называемого Пражского июньского восстания и поэтому не вмешивался в бои на улицах Праги. Более того, прямых улик против него не было.
Его вина затем была опровергнута баллистической экспертизой, которая до этого не использовалась, пражским стрелком Антоном Винценцем Лебедой . Оружейный эксперт сравнил калибр винтовки Мокса с размером отверстия в оконном стекле и даже с точки зрения разной природы пуль оружия (у Мокса было дробовик, а принцесса умерла от  попадания пули из огнестрельного оружия), что опровергло подозрения Это было первое использование судебной баллистики в истории Австрийской империи и, возможно, во всем мире. Мокс был наконец освобожден из тюрьмы вместе с другими задержанными по амнистии 16 сентября 1848 года , при этом настоящего виновника так и не удалось найти.